# Liste der Kellergassen in Deutsch-Wagram
Die Liste der Kellergassen in Deutsch-Wagram führt Kellergassen in der niederösterreichischen Gemeinde Deutsch-Wagram an.
| Foto |                 | Kellergasse           | Standort                    | Beschreibung |
| ---- | --------------- | --------------------- | --------------------------- | --- |
| ja   | Datei hochladen | Kellergasse Am Wagram | KG: Deutsch-Wagram Standort | In den 1940er-Jahren war hier eine einzeilige Kellergasse außerhalb des Orts an einer Geländekante. Mittlerweile ist die Umgebung verbaut; es gibt aber im Bereich Parbasdorfer Straße/Jakob-Grünwald-Gasse/Am Wagram/Am Kallendaberg noch einige Weinkeller. |

| Foto:                    | Fotografie der Kellergasse (Gesamtheit). Klicken des Fotos erzeugt eine vergrößerte Ansicht. Daneben finden sich zwei Symbole: \| Weitere Bilder vorhanden \| Das Symbol bedeutet, dass weitere Fotos des Objekts verfügbar sind. Durch Klicken des Symbols werden sie angezeigt. \| \| Eigenes Foto hochladen \| Durch Klicken des Symbols können weitere Fotos des Objekts in das Medienarchiv Wikimedia Commons hochgeladen werden. \| |
| Name:                    | Bezeichnung der Kellergasse |
| Standort:                | Es ist die Katastralgemeinde (KG) angegeben. Durch Aufruf des Links Standort wird die Lage der Kellergasse in verschiedenen Kartenprojekten angezeigt. |
| Beschreibung             | Kurze Beschreibung der Kellergasse |
| Weitere Bilder vorhanden | Das Symbol bedeutet, dass weitere Fotos des Objekts verfügbar sind. Durch Klicken des Symbols werden sie angezeigt. |
| Eigenes Foto hochladen   | Durch Klicken des Symbols können weitere Fotos des Objekts in das Medienarchiv Wikimedia Commons hochgeladen werden. |